# Villar de Argañán
Villar de Argañán es un municipio y localidad española de la provincia de Salamanca, en la comunidad autónoma de Castilla y León. Se integra dentro de la comarca de Ciudad Rodrigo y la subcomarca del Campo de Argañán. Pertenece al partido judicial de Ciudad Rodrigo.
Su término municipal está formado por las localidades de Hurtada, Martillán, Sexmiro y Villar de Argañán, ocupa una superficie total de 30,02 km² y según los datos demográficos recogidos en el padrón municipal elaborado por el INE en el año 2017, cuenta con 87 habitantes.
Hasta los años 1950 se llamó Villar de Puerco.

## Etimología
Su nombre deriva del término masculino "villar", que significa "pueblo" en lengua leonesa, debiéndose el "de Argañán" por estar enclavado dentro del Campo de Argañán, si bien en este último caso se debería a un nombre puesto recientemente ya que hasta mediados del siglo XX fue denominado "Villar de Puerco".

## Historia

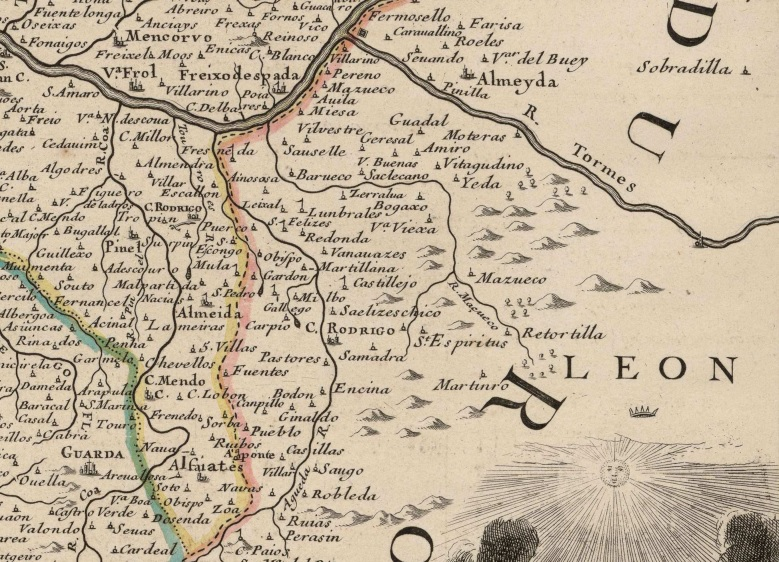
Detalle del oeste salmantino en un mapa del, en el que se puede observar Villar de Argañán (escrito como Villar).

La existencia en el término de Villar de Argañán del dolmen de Hurtada, donde se encontraron objetos de adorno, evidencia la existencia de presencia humana en el municipio desde la Prehistoria. No obstante, la fundación de Villar de Puerco (actual Villar de Argañán) como localidad se remonta a la repoblación efectuada por los reyes de León en la zona entre finales del siglo XII y principios del XIII, quedando entonces integrado en el campo de Argañán, dentro de la jurisdicción de Ciudad Rodrigo y el Reino de León. Con la creación de las actuales provincias en 1833, Villar de Puerco quedó integrado en la provincia de Salamanca, dentro de la Región Leonesa, cambiando su denominación en la década de los cincuenta del siglo XX a Villar de Argañán.

## Geografía humana

### Demografía
Cuenta con una población de 98 habitantes (INE 2024).
| Gráfica de evolución demográfica de Villar de Argañán entre 1842 y 2021 |
| |
| Población de derecho según los censos de población del INE Población de hecho según los censos de población del INEEn estos censos se denominaba Villar de Puerco: 1842, 1857, 1860, 1877, 1887, 1897, 1900, 1910, 1920, 1930, 1940 y 1950 Entre el censo de 1981 y el anterior, crece el término del municipio porque incorpora a 37308 (Sexmiro) |

Según el Instituto Nacional de Estadística, Villar de Argañán tenía, a 31 de diciembre de 2018, una población total de 95 habitantes, de los cuales 49 eran hombres y 46 mujeres. Respecto al año 2000, el censo refleja 120 habitantes, de los cuales 60 eran hombres y 60 mujeres. Por lo tanto, la pérdida de población en el municipio para el periodo 2000-2018 ha sido de 25 habitantes, un 21% de descenso.
El municipio se divide en dos núcleos de población. De los 95 habitantes que poseía el municipio en 2018, Villar de Argañán contaba con 41, de los cuales 19 hombres y 22 mujeres, Hurtada con 3, de los cuales 0 eran hombres y 3 mujeres, Martillán con 43, de los cuales 25 eran hombres y 18 mujeres y  Sexmiro con 8, de los cuales 5 eran hombres y 3 mujeres.

## Monumentos y lugares de interés
- Iglesia parroquial de San Juan Bautista.

## Véase también

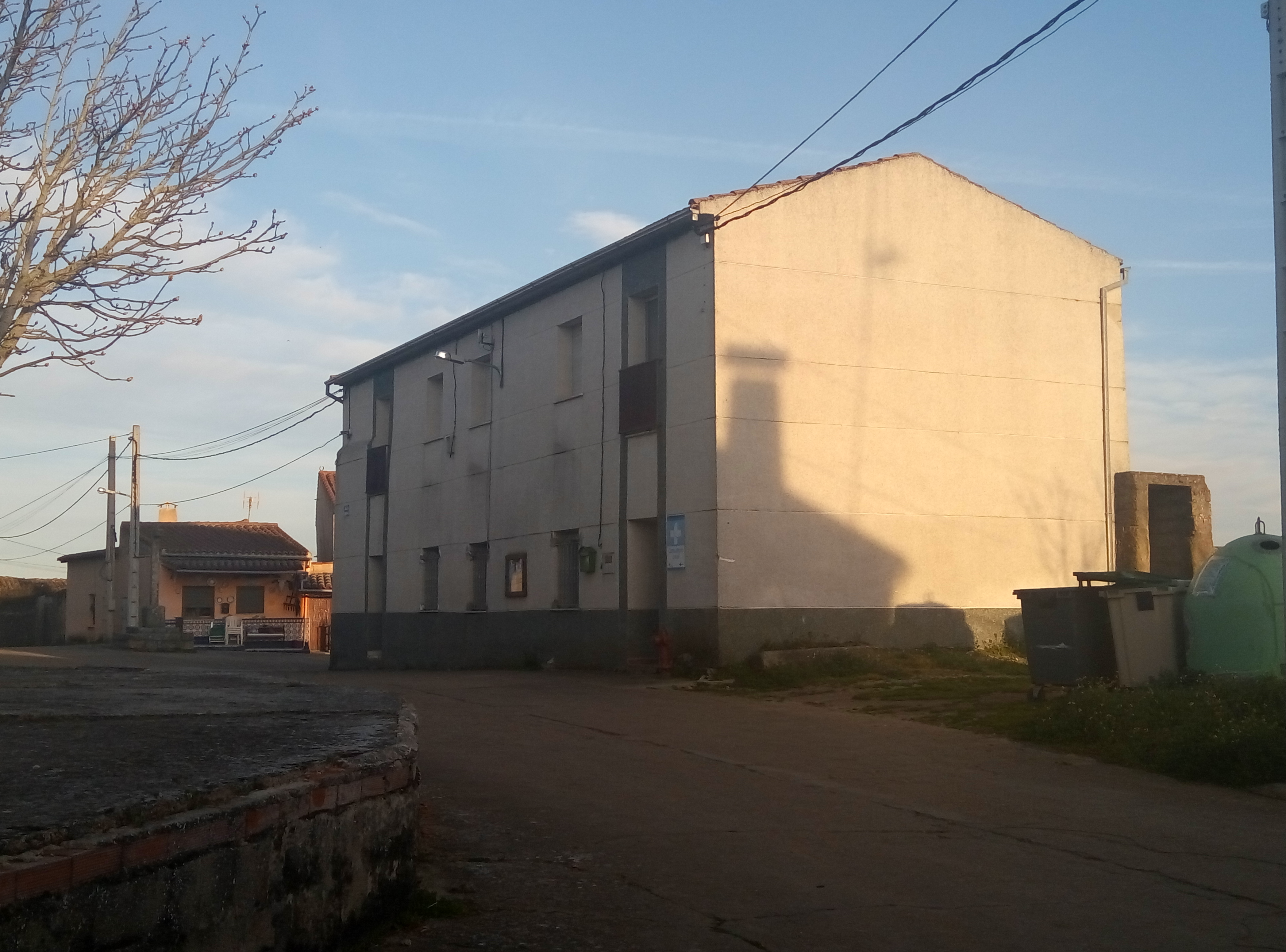
Fachada del edificio del ayuntamiento y el consultorio médico.

## Administración y política
| Partido político                         | 2019  | 2019  | 2019       | 2015  | 2015  | 2015       | 2011  | 2011  | 2011       | 2007  | 2007  | 2007       | 2003  | 2003  | 2003       |
| Partido político                         | %     | Votos | Concejales | %     | Votos | Concejales | %     | Votos | Concejales | %     | Votos | Concejales | %     | Votos | Concejales |
| Partido Popular (PP)                     | 89,83 | 53    | 3          | 82,35 | 56    | 3          | 82,43 | 61    | 3          | 64,00 | 48    | 4          | 53,49 | 46    | 4          |
| Partido Socialista Obrero Español (PSOE) | 11,86 | 7     | 0          | 16,18 | 11    | 0          | 14,86 | 11    | 0          | 24,00 | 18    | 1          | 25,58 | 22    | 1          |
| Unión del Pueblo Salmantino (UPSa)       | —     | —     | —          | —     | —     | —          | —     | —     | —          | 10,67 | 8     | 0          | 22,09 | 19    | 0          |